# Ксилотрех сільський

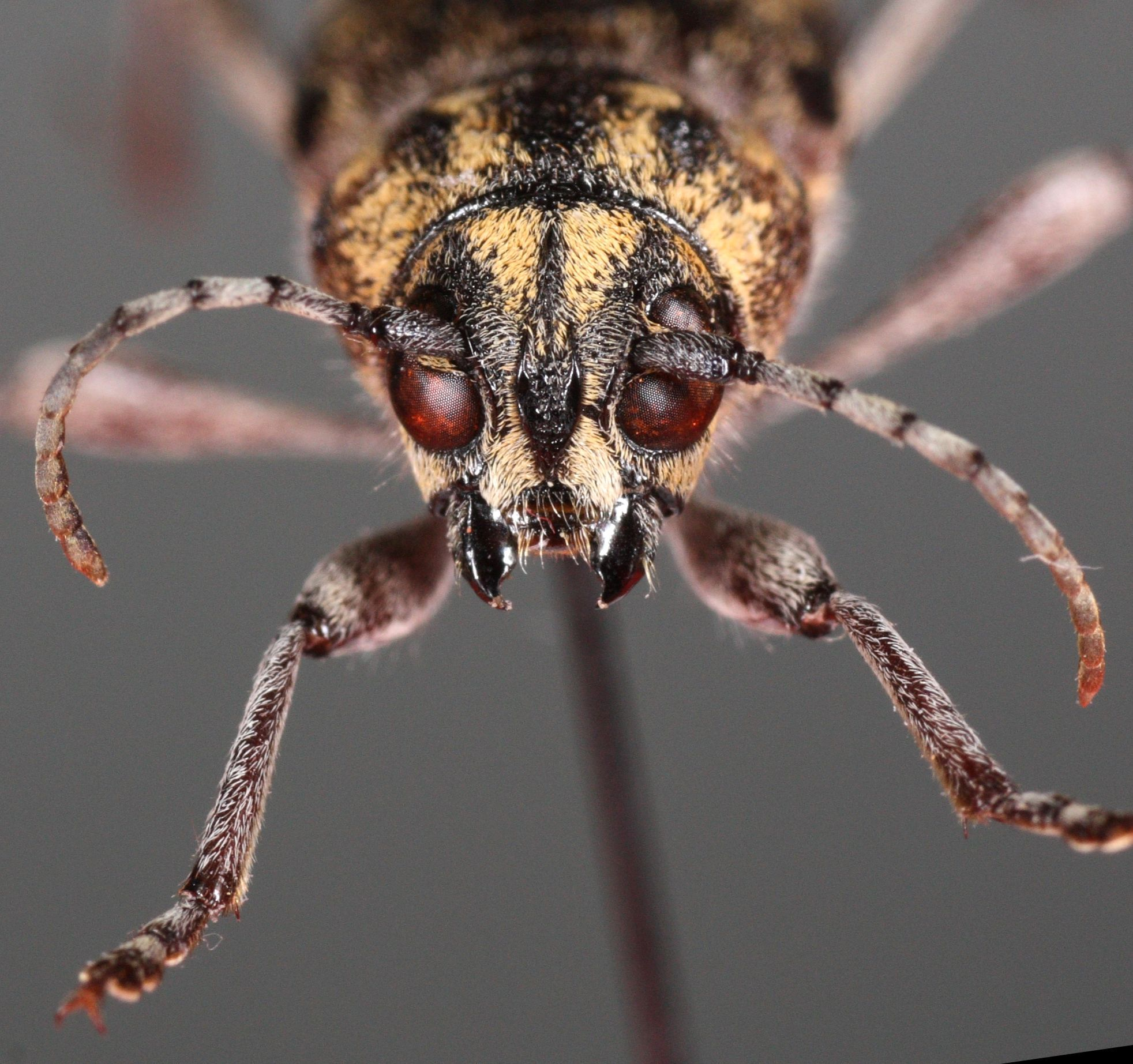

Ксилотре́х сільськи́й (лат. Xylotrechus rusticus Linnaeus, 1758 = Callidium atomarium Fabricius, 1792 = Callidium confusum Herbst, 1784 = Callidium hafniense Fabricius, 1775 = Cerambyx liciatus Linnaeus, 1767 = Cerambyx longipes Villers, 1789 = Cerambyx octonotatus Gmelin, 1790 = Cerambyx signatus Geoffroy, 1785 = Cerambyx variegatus Geoffroy, 1785 = Clytus liciatus (Linnaeus) Mulsant, 1839) — вид жуків з родини вусачів.

## Хорологія
Хорологічно X. rusticus входить у групу транспалеарктичних видів палеарктичного зооґеографічного комплексу. Ареал охоплює території, майже, всієї Північної Євразії. У Карпатах — це звичайний для передгір'їв вид, та порівняно рідкісний для середньогірь.

## Екологія
Зустрічається на повалених деревах, в купах дров, на зрубах, вітровалах, дерев'яних будівлях тощо. Комахи не відвідують квітів. Літ триває з травня по вересень. Личинка розвивається в деревині більшості листяних порід, є поліфагом.

## Морфологія

### Імаго
Передньоспинка у X. rusticus — ширша за свою довжину, овальна. Волосяні смуги на ній поздовжні, сірого забарвлення. Тіло чорне або бурувате. Надкрила в рябому, сіруватому волосяному пориві з кількома нечіткими перев'язями, які дуже часто зникають. З них помітні перевернена С-подібна перев'язь перед вершинами надкрил, L-подібна перев'язь, що йде від щитка вздовж шва до середини надкрил, а також три плями перед серединою надкрил. Розміри коливаються від 10 до 18 мм.

### Личинка
З кожної сторони голови по 1 вічку. Гіпостом з поперечними борозенками. Верхня губа поперечна. Мандибули з неглибокою поперечною борозною. Основна частина пронотуму, терґіти і стерніти середньо- і задньогрудей, а також сегменти черевця покриті мікроскопічними шипиками. Ноги рудиментарні у вигляді маленького нечленистого горбика. Мозолі черевця з 4-а поздовжніми борозенками. Дихальця великі, овальні.

## Життєвий цикл
Генерація — 2-3-річна.